# NGC 180
NGC 180 је спирална галаксија у сазвежђу Рибе која се налази на NGC листи објеката дубоког неба.
Деклинација објекта је + 8° 38' 5" а ректасцензија 0h 37m 57,7s. Привидна величина (магнитуда) објекта NGC 180 износи 13,0 а фотографска магнитуда 13,8. NGC 180 је још познат и под ознакама UGC 380, MCG 1-2-39, CGCG 409-50, IRAS 00353+0821, PGC 2268.